# Закон і Бізнес
«Закон і Бізнес» — всеукраїнська щотижнева газета, що видається з 1991 року російською та українською мовами. З червня 2011 року виходить у кольоровому форматі.

## Опис
Загальний тираж — близько 16 тис. примірників.
Шпальти газети містять інформаційні, аналітичні, консультаційні матеріали правової та економічної тематики, проводиться моніторинг законотворчого процесу, нормативно-правових актів міністерств та відомств, судової практики від місцевого до Верховного судів, а також рішень Європейського суду з прав людини.
Газета є генеральним медіа-партнером Всеукраїнської громадської організації «Асоціація правників України».

## Критика
Закон і бізнес пов’язують з проросійським політиком Андрієм Портновим, колишнім заступником голови адміністрації президента Януковича.

## Нагороди
- 1998 — номінант загальнонаціональної програми «Людина року — 98» у номінації «Ділове видання року».
- 2000 — почесна відзнака Спілки адвокатів України
- 2001 — номінант альманаху «Золота книга української еліти»